# Menhit
| mn · n | H | i | i | t | I12 |

| mn · n | H | i | i | t | I12 |

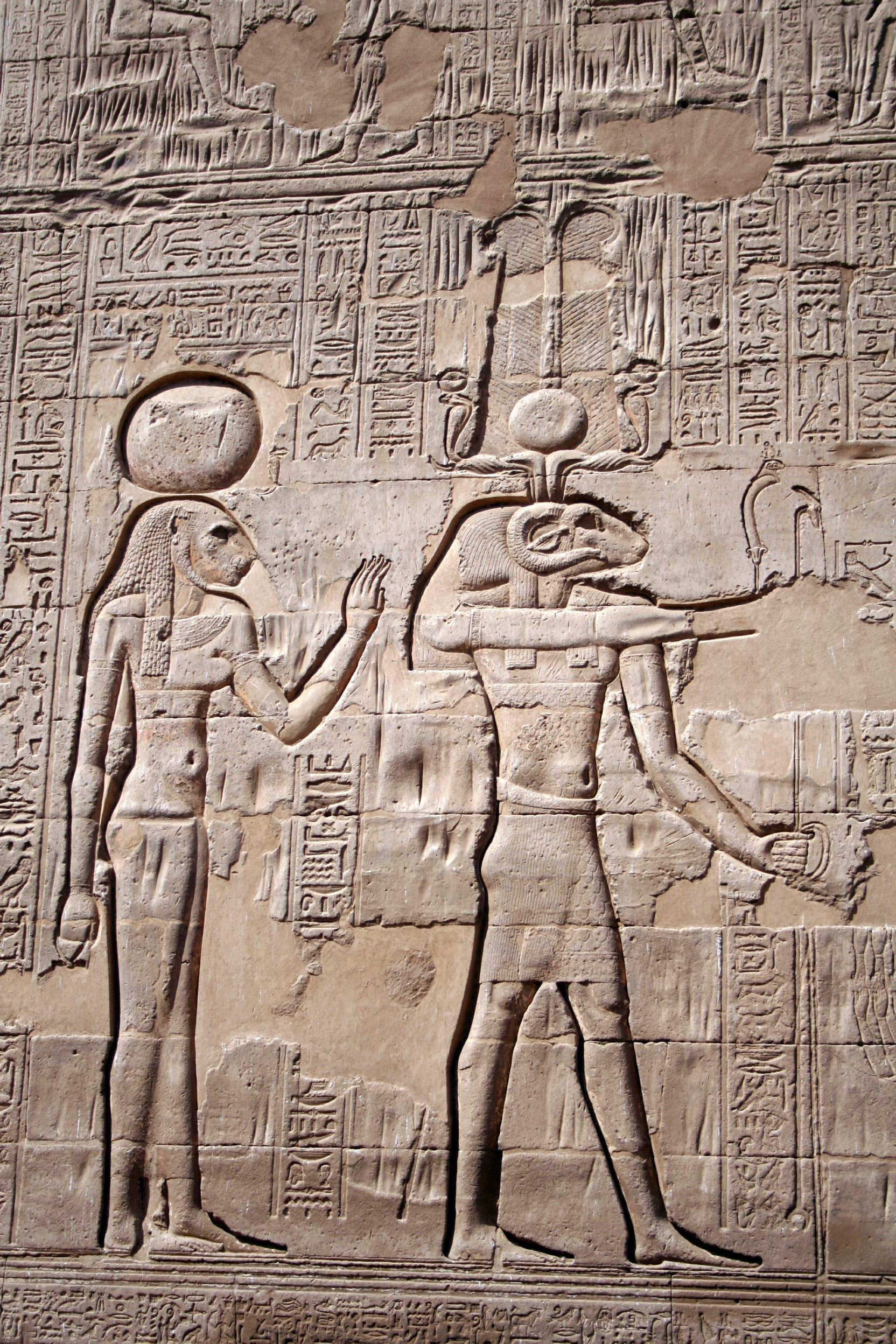
Chnum s Menhit na reliéfu z Esny

Menhit (staroegyptsky mnḥjt), Menchit, či Menhet byla staroegyptská bohyně války, manželka boha Chnuma. Podobně jako jiné bohyně války měla podobu lvice. Bývá také zobrazována jako žena se lví hlavou.
Uctívána byla především v Esnetu (Latopolis, dnešní Esna), kde bylo centrum Chnumova kultu. Když Chnum později splynul se Šuem, splynula Menhit s jeho manželkou Tefnut, v pozdní době pak s další válečnou bohyní Neit.
Jejím synem byl bůh kouzel Hike (či Heka), který po ní podědil zadní část lvího těla.